# 睦好宏史
睦好 宏史 （むつよし ひろし） は、日本の土木工学者。埼玉大学名誉教授。埼玉大学副学長や、土木学会構造工学委員会委員長を経て、開発虎ノ門コンサルタント特別顧問。土木学会田中賞等受賞。

## 人物・経歴
1978年東京大学大学院修了、間組入社。1984年東京大学より工学博士の学位を取得（論文博士）。1996年埼玉大学工学部建設工学科教授。2002年埼玉大学地域共同研究センター長。2012年埼玉大学副学長。2013年土木学会構造工学委員会委員長。退任後、埼玉大学名誉教授、埼玉大学客員教授、大連理工大学（中国）客員教授。開発虎ノ門コンサルタント特別顧問。コンクリート工学会副会長、プレストレストコンクリート工学会理事、日本鉄筋継手協会会長等を務めた。埼玉県橋梁メンテナンス協会代表および埼玉県生コンクリート品質管理監査会議議長。

## 受賞歴
- 1987年：土木学会吉田賞（論文部門）
- 1994年：プレストレストコンクリート技術協会論文賞
- 1994年：土木学会吉田賞（論文部門）
- 1996年：土木学会吉田賞（論文部門）
- 1997年：土木学会吉田賞（論文部門）
- 2002年：プレストレストコンクリート技術協会技術開発賞「大偏心外ケーブルトラス PC 橋の開発」
- 2009年：コンクリート工学協会賞 功労賞
- 2014年：ACI(American Concrete Institute) Fellow
- 2014年：日本鉄筋継手協会功績賞
- 2015年：土木学会構造工学シンポジウム論文賞
- 2016年：土木学会田中賞（論文部門）
- 2016年：ベトナム教育省「教育貢献賞（Medal for the Cause of Education in Vietnam）」
- 2019年：土木学会田中賞（論文部門）[7][2]，土木学会吉田賞（研究業績部門）
- 2023年：土木学会功績賞
- 2025年：土木学会田中賞（業績部門）